# Acomys ngurui
Acomys ngurui és una espècie de mamífer rosegador de la família dels múrids. És endèmic de la regió situada al nord del riu Zambezi, a les muntanyes de l'Arc Oriental de Tanzània. El seu nom específic, ngurui, significa ‘d'Unguru’ en llatí i es refereix a la serralada de Tanzània on es troba l'animal. El 2011 fou separat de les espècies A. spinosissimus i A. selousi per Verheyen i col·laboradors, que es basaren en dades morfològiques i genètiques.